# Choice of Weapon
Choice of Weapon je deváté studiové album skupiny The Cult. Album vyšlo 22. května 2012 u vydavatelství Cooking Vinyl. Producenty alba byli Chris Goss a Bob Rock.

## Seznam skladeb
| Pořadí         | Název                          | Délka |
| -------------- | ------------------------------ | ----- |
| 1.             | Honey from a Knife             | 3:06  |
| 2.             | Elemental Light                | 4:45  |
| 3.             | The Wolf                       | 3:33  |
| 4.             | Life>Death                     | 5:32  |
| 5.             | For the Animals                | 4:28  |
| 6.             | Amnesia                        | 3:02  |
| 7.             | Wilderness Now                 | 4:33  |
| 8.             | Lucifer                        | 4:40  |
| 9.             | A Pale Horse                   | 3:14  |
| 10.            | This Night in the City Forever | 4:45  |
| Celková délka: | Celková délka:                 | 41:38 |

## Obsazení
The Cult
- Ian Astbury – zpěv
- Billy Duffy – kytary, doprovodný zpěv
- Chris Wyse – baskytara
- John Tempesta – bicí

Další hudebníci
- Jamie Edwards – klávesy
- Chris Goss – kytary, doprovodný zpěv
- A.J. Celi – doprovodný zpěv v „Honey From a Knife“